# Sympathy for the Devil
〈Sympathy for the Devil〉은 영국의 록 밴드 롤링 스톤스의 곡으로 믹 재거와 키스 리처즈가 작곡했다. 이 곡은 1968년 그들의 음반 《Beggars Banquet》의 오프닝 곡이다.
《롤링 스톤》은 이 곡을 "역사상 가장 위대한 노래 500곡" 목록에 32위에 올렸다.